# Slavičí most

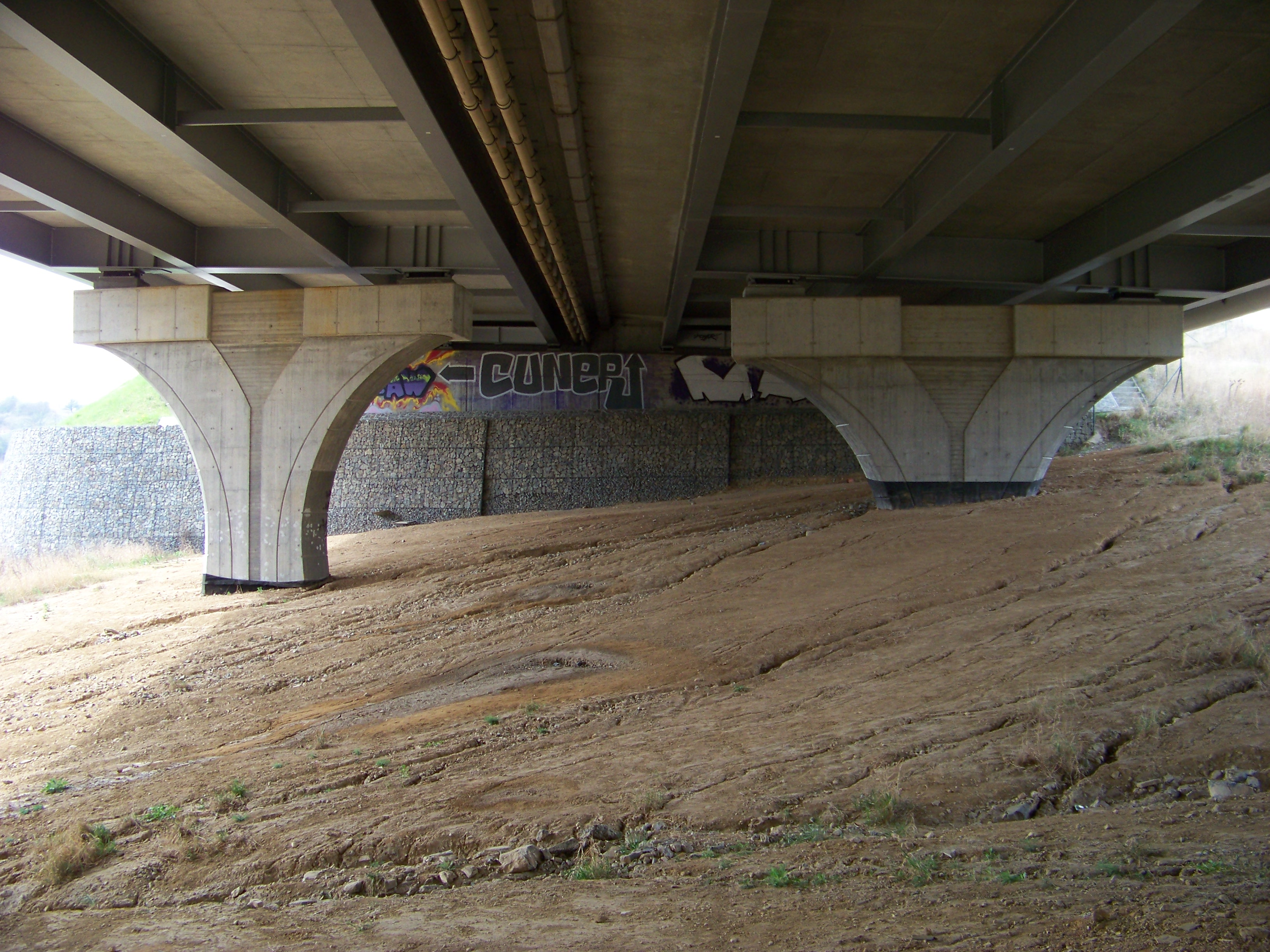
Pilíře ve tvaru lotosového květu

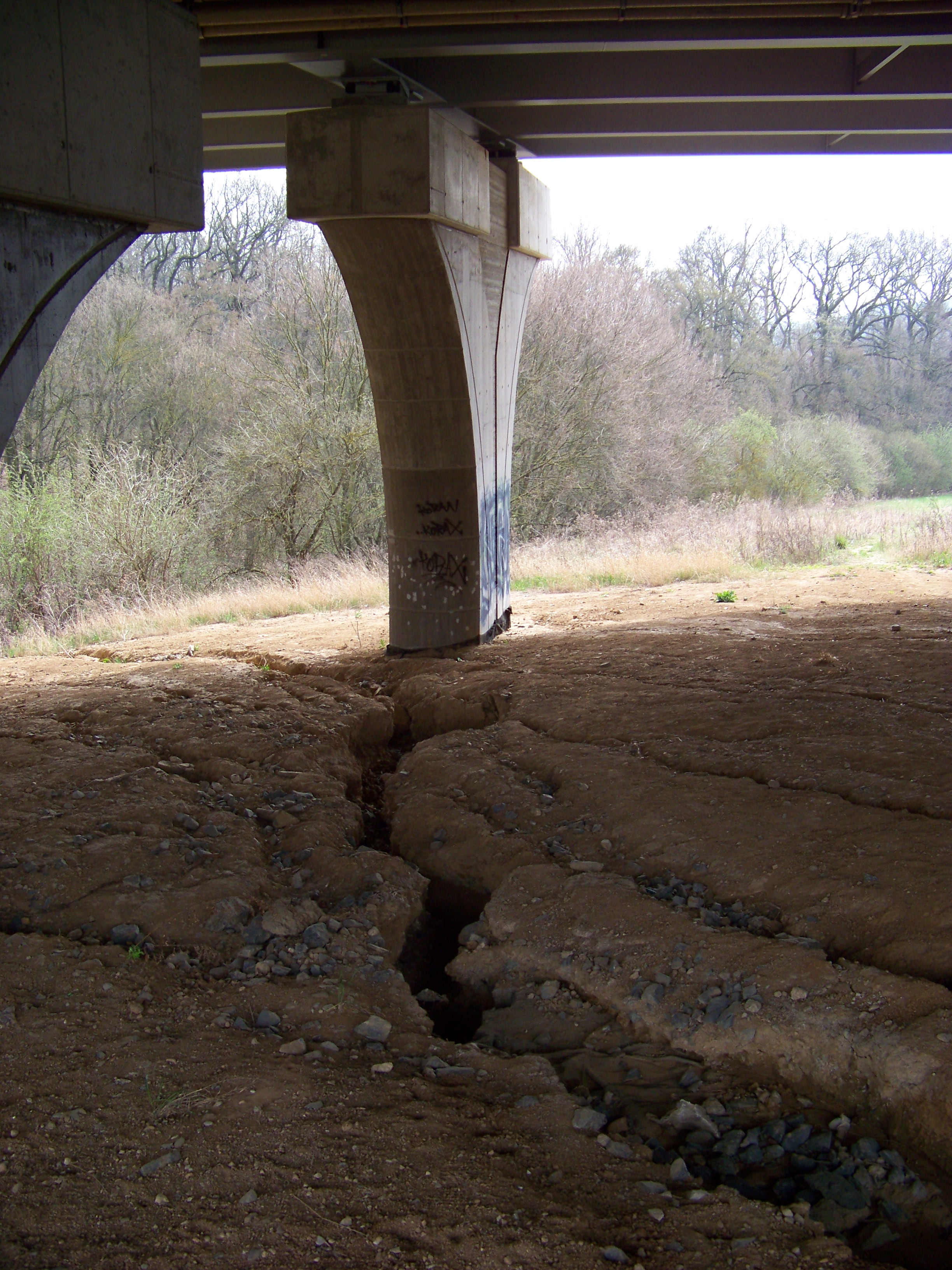
Půdní eroze

Slavičí most je ocelobetonový mostní objekt, který převádí silniční dopravu přes severní výběžek přírodní rezervace Slavičí údolí. Byl vybudován v letech 2006 – 2010 a je součástí dálnice D0 (SOKP) v úseku č. 514 z Lahovic do Slivence. Na východním konci údolí se napojuje na Lochkovský tunel. 

## Popis stavby

### Nosná konstrukce
Obousměrný most o třech polích s max. rozpětím 24,25 m tvoří dvě samostatné mostovky délky cca 60 m a šířky cca 15 m. Každá z nich je zhotovena z ocelové svařované konstrukce, kterou tvoří 4 nosníky a spřažená železobetonová deska. Asfaltobetonová vozovka se skládá z monolitické betonové vrstvy tloušťky 300 – 350 mm, která je pokryta asfaltovými izolační pásy a litou asfaltovou vrstvou. Ve směru od Prahy má vozovka tři jízdní pruhy a jeden odstavný, v opačném směru dva jízdní pruhy a jeden odstavný.

### Založení a spodní stavba
Při zakládání stavby bylo třeba věnovat zvláštní pozornost okolí staveniště, nacházejícího se v chráněném území Slavičího údolí. Okolo staveniště byly postaveny zábrany pro ochranu drobných živočichů, především žab. Komplikace nastaly, když si při výkopových pracích v obnažených písčitých stěnách vybudovaly hnízda vzácné a chráněné břehule říční. Se zasypáním výkopů se proto muselo čekat téměř dva měsíce, až břehule vyvedou mladé.
Vzhledem k rozsáhlé půdní erozi v místech spodní stavby, bylo použito hlubinné založení na železobetonových pilotách průměru 90 cm a délky od 14 m do 20 m.
Spodní stavbu tvoří dvě dvojice železobetonových pilířů ve tvaru lotosového květu a dvě opěry v celé šířce mostu. Pružné uložení nosné konstrukce na podporách je zajištěno pomocí elastomerových ložisek. 

### Příslušenství
K příslušenství mostu patří monolitické železobetonové římsy. Pod tělesem mostovky je vedena kanalizace sloužící  pro odvod dešťové vody z vozovky, která má příčný sklon 4 %. Pod mostovkou je rovněž uložen kabelovod, který zajišťuje dodávku elektrického proudu pro systém bezpečnostního zařízení Lochkovského tunelu.

## Galerie

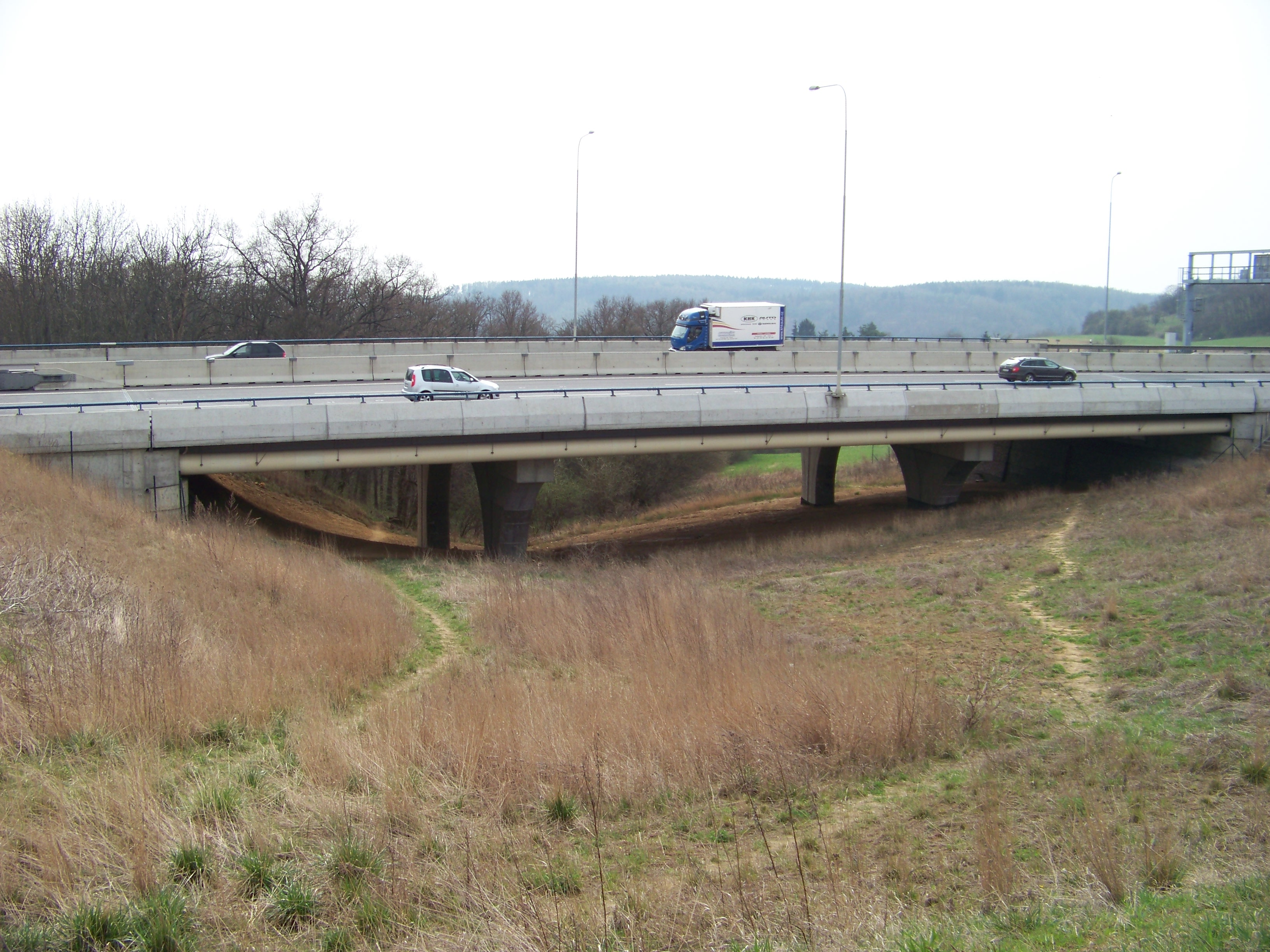
Celkový pohled na Slavičí most
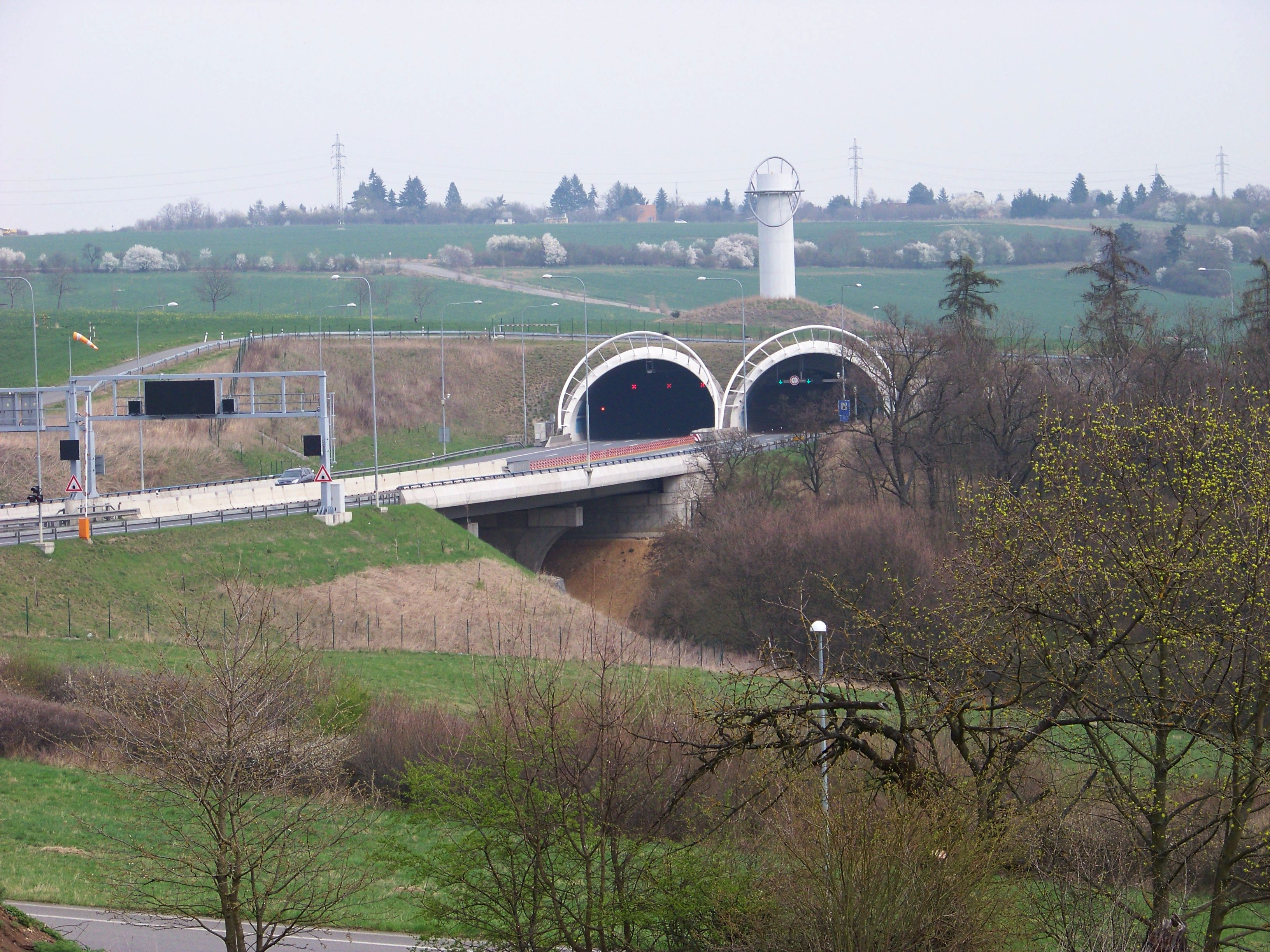
Slavičí most a Lochkovský tunel
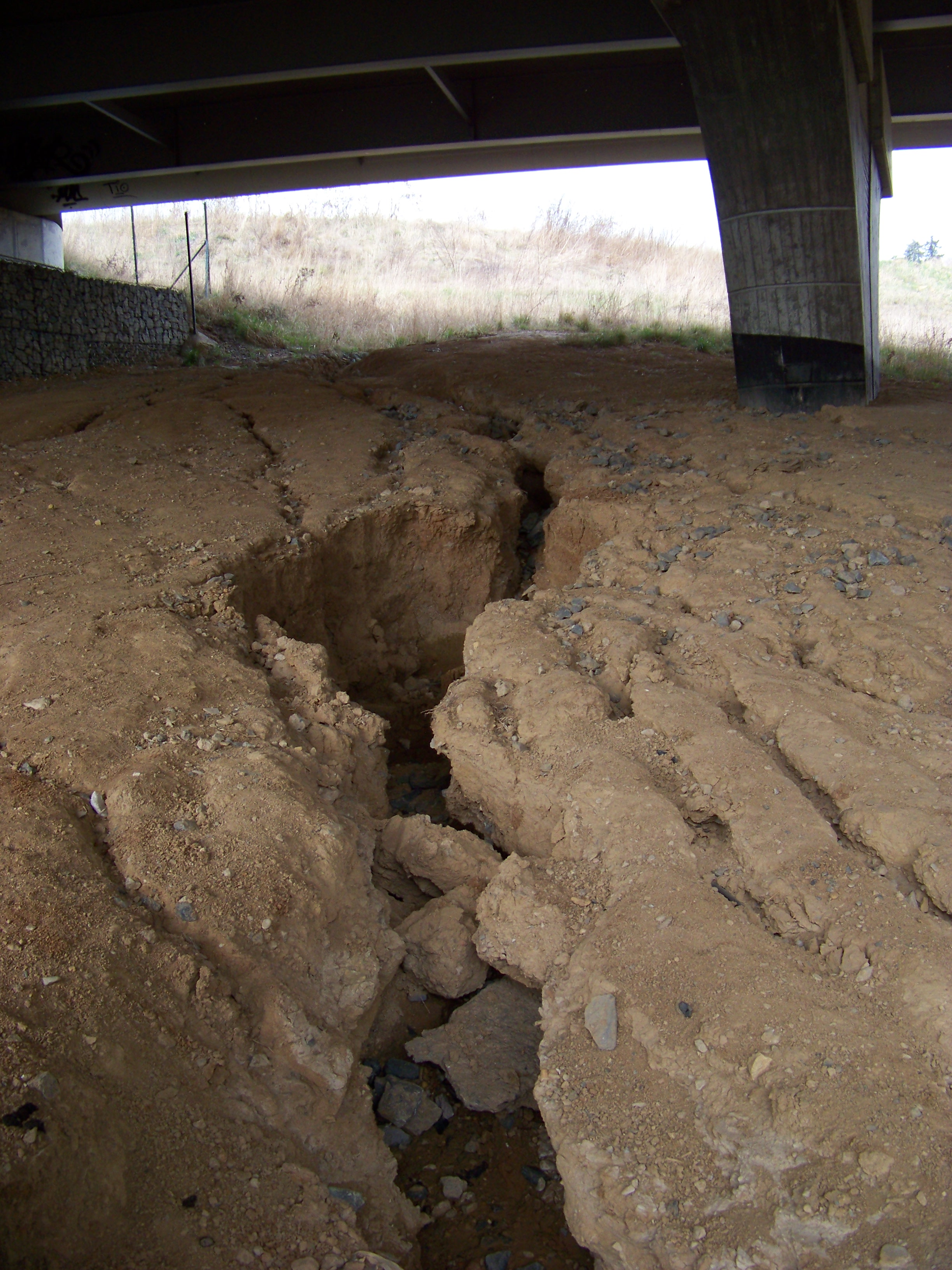
Detail půdní eroze